# Psychromnestra
Psychromnestra é um gênero de mariposa pertencente à família Acrolepiidae.